# Клименко, Сергей Николаевич
Сергей Николаевич Клименко (16 апреля 1970, Калининград) — советский и российский футболист, защитник, тренер.

## Биография
Воспитанник ОСДЮШОР «Балтика» Калининград c 1980 года. Начинал играть в клубах «Олимпия» Гвардейск, «Искра» и «Балтика-2» Калининград. В 1987—1988 годах выступал во второй лиге за «Балтику». Следующие два сезона провёл в «Прогрессе» Черняховск. В 1989 году играл в первенстве КФК, в 1990 — в Балтийской лиге. В 1990—1991 годах играл в «Балтике» во второй и второй низшей лигах. В первенстве России играл во второй и третьей лигах за «Балтику» (1992), «Вест» Калининград (1993), «Балтику»-д (1994), «Динамо» Вологда (1996—1997), «Нефтяник» Ярославль (1998). В 1995 году сыграл три мачтча в чемпионате Белоруссии в составе «Бобруйска».
Играл на любительском уровне за «Волну» Калининград (1999) и «Балтику-Тарко» (2000—2002); в последнем клубе в 2002—2004 годах работал тренером.
В 1996 году окончил Калининградский государственный университет. С 2001 года работает в «Балтике». По состоянию на 2018 год — тренер-преподаватель в клубном Центре подготовки молодых футболистов.